# Reformpartiet (USA)

Reformpartiet (på engelsk Reform Party of the United States of America (PPUSA) eller blot Reform Party), er et politisk parti i USA, som blev grundlagt i 1995 af Ross Perot.
Perot mente, at den amerikanerne befolkning var desillusionerede over den politiske tilstand i landet, som var præget af korruption, og hvor politikerne ikke havde været i stand til adressere og behandle vigtige samfundsspørgsmål. Efter at han modtog 18,9 procent af stemmerne som uafhængig kandidat i præsidentvalget i 1992, grundlagde han Reformpartiet og præsenterede det som et levedygtigt alternativ til republikanere og demokrater.  Perot vandt – som Reformpartiets præsidentkandidat –  8,4 procent af stemmerne ved præsidentvalget i 1996. Selvom han ikke modtog en eneste valgmandsstemme, har ingen anden tredjepart eller uafhængig kandidat siden formået at modtage en så høj andel af stemmerne.
Partiet har nomineret andre kandidater gennem årene, herunder Pat Buchanan og Ralph Nader. Dens mest betydningsfulde sejr kom, da Jesse Ventura blev valgt til guvernør i Minnesota i 1998, skønt han forlod partiet kort inde i sin guvernørperiode. Donald Trump var medlem af Reformpartiet i 2000, hvor han kortvarigt forsøgte at blive partiets præsidentkandidat. I perioden omkring præsidentvalget i 2000 var partiet karakteriseret af diverse skandaler og intern partistrid, hvilket afstedkom, at Reformpartiets opbakning var dalende. Siden Buchanans dårlige resultat ved valget i 2000 har ingen af reformpartiets præsidentkandidat således været i stand til at samle 1 procent af stemme.

## Ross Perot-bevægelsen

### Ross Perots præsidentvalgkampagne i 1992
Partiet voksede ud af Ross Perots indsats ved præsidentvalget i 1992, hvor han — som uafhængig kandidat — blev den første ikke-store partikandidat siden 1912 (hvor Teddy Roosevelt opstillede som uafhængig kandidat), der blev anset som værende levedygtig, hvad angik muligheder for at vinde præsidentskabet. Perot gjorde sig bemærket ved at fokusere på henholdsvis handel- og finanspolitiske spørgsmål — såsom det føderale underskud og national gælden — og store strukturelle reformændringer, såsom begrænsninger på politikeres valgperioder og reformering af lovgivningen for kampagnefinansiering og lobbyvirksomhed. En stor andel af hans støtter var af den overbevisning, at han adresserede vitale problemer, der ellers var blevet ignoreret af de to store partier.